# ぶらり信兵衛 道場破り
『ぶらり信兵衛 －道場破り－』（ぶらりしんべえ どうじょうやぶり）は、フジテレビ系列で1973年10月4日から1974年9月26日まで毎週木曜21:00 - 21:55（JST）に放映されたフジテレビ、東映（東映京都テレビ・プロダクション）製作の時代劇である。全50回。

## 概要
「十六店（じゅうろくだな）」という裏店長屋にある日、松村信兵衛と名乗る浪人が住み着く。素性は知れないが、仕官する気もなく、どうやら侍社会に愛想を尽かして出奔したらしい。信義に厚いが、腰の物は竹光で、長屋の連中からはお人好しだが少々頼りなく思われている。この信兵衛、実は神道無念流の達人であり、長屋の連中がお金に絡んだ困り事に巻き込まれると連中には内緒で「取手呉兵衛（とってくれべえ）」と名乗り、道場破りで人助けのための金を工面して都合をつける、一話完結型の人情譚。
途中から道場破りのシーンでは独特のSE（銃の流れ弾のような「ズギューン」と言った擬音など）が入るようになるほか、信兵衛に思いを寄せ、また妄想癖があるおぶんが中国の皇帝や源氏物語の光源氏、宮本武蔵などの扮装をしている信兵衛を夢想する。また、時代劇であるにもかかわらず全編を通じて人が斬られる殺陣が皆無に等しいなど、従来の時代劇とは異なる独自の演出が施された。
当初、放映期間は半年（2クール）の予定だったが、それまでにないスタイルの時代劇が好評となり、放映期間1年、全50回へ延長されることとなり、そのため、重助役の大宮敏充、おぶん役の武原英子のスケジュール調整がつかず、第27回から重助役は藤原釜足、おぶん役は葉山葉子へ交代となった。
最終回では長屋の住人が吉良邸討入り事件に遭遇し、赤穂義士の中に意外な人物を見つける。松村信兵衛とは世を忍ぶ仮の姿であった…!?

## レギュラーキャスト
- 松村信兵衛 - 高橋英樹

主人公。困っている人を見ると放っておけないお人よしの男。鶴之助を預かって育てている。常に金に困っているわりには金への執着は薄い。
- こふね - 浜木綿子（第1話 - 第10話、第13話、第14話、第20話 - 第26話、第28話 - 第33話、第35話、第37話、第39話 - 最終話）

長屋の住人で芸者。いわゆる「囲い者」であるが信兵衛に惚れている。信兵衛が実は剣の達人で、道場破りで生計を立てている事を知っている数少ない人物の一人。
- おぶん - 武原英子（第1話 - 第26話）→葉山葉子（第27話 - 最終話）

重助の孫娘、年齢は18歳。信兵衛に惚れているが彼が剣の達人である事は知らない。強烈な妄想癖の持ち主。
- おきみ - 紅景子

まる源の従業員。小舟の妹。
- 重助 - 大宮敏充（第1話 - 第21話）→藤原釜足（第27話 - 最終話）

夜鳴き蕎麦屋を営む老人。おぶんの祖父。
- 平七 - 木田三千雄（第1話 - 第7話、第9話 - 第17話、第19話、第21話 - 第40話、第42話 - 最終話）

長屋の大家。年若い女房のおあきにベタ惚れしている。
- 以三 - 深江章喜（第1話、第3話、第5話、第6話、第8話、第11話、第14話、第16話 - 第19話、第22話 - 第24話、第26話、第28話、第29話、第31話 - 第35話、第37話、第41話、第45話、第46話、第49話、最終話）

岡っ引き。十手を嵩に着て傲慢に振る舞うため長屋の住人からは嫌われているが、実は子煩悩で幼い我が子を一生懸命育てている。
- 乙吉 - 小島三児
- おまさ - 有崎由見子

子だくさんの夫婦。
- 鶴之助 - 上屋健一（第2話 - 第29話、第31話 - 第39話、第41話、第42話、第44話 - 最終話）

沖石主殿の息子。訳あって信兵衛と一緒に暮らしている。
- 源次 - 東京二（第1話 - 第6話、第8話、第9話、第11話 - 最終話）
- 竜二 - 東京太（第1話 - 第6話、第8話、第9話、第11話 - 最終話）

居酒屋「まる源」の亭主と従業員。
- おあき - 新山真弓（第2話、第4話 - 第7話、第9話 - 第16話、第18話、第19話、第23話 - 第25話、第27話 - 第32話、第34話 - 第39話、第43話 - 最終話）

平七の女房。
- 平八 - 山村弘三（第1、3、13、14、31、33、38、44、最終話）

質屋の主人。
- 乙吉・おまさの子どもたち - 劇団アカデミー
- 駕籠かきの金太 - 柳沢真一（現：柳澤愼一）
- 同・銀太 - 渡辺篤史

## スタッフ
- 原作：山本周五郎『人情裏長屋』より
- 企画：白川文造（フジテレビ）、垣内健二、渡辺洋一（東映）
- 脚本：倉本聰、土井行夫、飛鳥ひろし、野波静雄、田上雄、土橋成男
- プロデューサー：渡辺大年（フジテレビ）、田村嘉（東映）
- 音楽：渡辺岳夫
- 監督：斎藤武市、松尾正武、井沢雅彦
- 撮影：脇武夫、木村誠司、平山善樹、羽田辰治、森常次、柾木兵一、安達重穂
- 照明：岡田耕二、椹木儀一、佐々木政一、藤井光春、松井薫、林春海、宇野増太郎
- 録音：高井唯夫、田中峯生、矢部吉三、墨関治、猪熊秀喜
- 美術：宇佐美亮、寺島孝男、塚本隆治、中島哲二
- 記録：長岡君枝、平井宇津江、野崎八重子、石田芳子、篠敦子
- 助監督：曽根勇、久郷久雄、尾田耕太郎、上杉尚棋、内沢豊、岡本静夫、古市真也、津島勝、西垣吉春
- 編集：鳥居勉、島村智之、上野五男
- 整音：浜口十四郎、小野岡道秀
- 計測：山口鉄雄、佐賀彰、宮川俊夫、長谷川武次、山元豊、水島淳一、津田宗之
- 邦楽監修：中本敏生
- 衣裳：上野徳三郎
- 美粧：杉本勢一、林三郎、河田福司
- 結髪：水巻春江、浜崎喜美江、河野節子
- 装置：曽根美装
- 装飾：山本重治、仲川信宏、若松孝一、小笠原佳文、岩崎千寿
- 進行主任：丸本晃、河野荘一
- 擬斗：土井淳之祐、三好郁夫、上野隆三、菅原俊夫（東映剣会）
- 演技事務：上ノ山敏
- 現像：東洋現像所
- 制作：フジテレビ、東映

オープニング
主題歌／『信兵衛長屋』 作曲：渡辺岳夫 歌：ボニージャックス
タイトル・バック
「北斎漫画」（芸艸堂版）より

## 放送日程
| 放送回 | 放送日         | サブタイトル         | 脚本       | 監督     | ゲスト |
| ------ | -------------- | -------------------- | ---------- | -------- | --- |
| 1      | 1973年10月04日 | 人情裏長屋           | 倉本聰     | 斎藤武市 | 師範代：五味竜太郎 門弟：山根久幸 ：中村錦司 下っ引き：畑中伶一 門弟：宮川龍児 長屋の男：大城泰 徳市：笹木俊志 門弟：森源太郎 備前屋：那須伸太朗（ノンクレジット） 役人：国一太郎（ノンクレジット） 老人：熊谷武（ノンクレジット） 折笠：植木等 |
| 2      | 10月11日       | さむらいの子         | 倉本聰     | 松尾正武 | 田波六助：財津一郎 沖石主殿：村井国夫 田波市蔵：加賀爪芳和 渡辺：浜伸二 垣内：池田謙治 吉岡：木谷邦臣 客：加藤匡志 客：内藤康夫 客：東孝 女中：林三恵 村上三七郎：西村晃                                                                        |
| 3      | 10月18日       | 大当り千両長屋       | 土井行夫   | 井沢雅彦 | おたま：桜むつ子 舟さま：成瀬昌彦 門弟：杉山俊夫 奥村真俉 子どもたち：劇団アカデミー 林多聞：宍戸錠 |
| 4      | 10月25日       | かあちゃん頑張れ     | 飛鳥ひろし | 松尾正武 | 勇吉：寺田農 おさん：梶三和子 豪傑：遠藤辰雄 市太：島米八 三郎：杉山光宏 徳さん：古川ロック 門弟：森章二 徳さんの女房：富永佳代子 若侍：大月正太郎 二郎：草木宏之 七松：赤崎浩樹 お勝：市原悦子                                                 |
| 5      | 11月01日       | 奇妙な仇討ち         | 野波静雄   | 井沢雅彦 | 仁藤昂軒：葉山良二 かね：赤座美代子 諸岡三羽：武藤章生 竹庵：日高久 仁藤の門弟：山田良樹 加納平兵衛：新城邦彦 諸岡の門弟：宮崎博 劇団アカデミー 双子六兵ヱ：河原崎長一郎                                                                        |
| 6      | 11月08日       | 危うし!鼠小僧        | 野波静雄   | 斎藤武市 | 女将：藤山喜子 壺振り：秋山勝俊 瓦版売り：波多野博 町人：藤山良 かみさん：春藤真澄 劇団アカデミー 鼠小僧：高城丈二 |
| 7      | 11月15日       | 大砲がやってきた     | 飛鳥ひろし | 松尾正武 | 岡っ引き：出水憲司 下っ引き：江原政一 おすえ：菊容子 平吉：住吉正博 大崎：黒部進 仁兵ヱ：中村錦司 門弟：滝譲二 門弟：土橋勇 万太郎：長門裕之 |
| 8      | 11月22日       | 二十三人の裸侍       | 野波静雄   | 松尾正武 | 仲田啓之進：亀石征一郎 大河内兵馬：外山高士 宍戸泥之助：三上左京 宍戸土之助：小田部通麿 三枝豊前守：谷口完 赤井：有川正治 梅津：海老江寛 黒川：森谷譲 劇団アカデミー 志保姫：鳥居恵子                                                           |
| 9      | 11月29日       | 九年目の浮気         | 飛鳥ひろし | 松尾正武 | 中泉一心：富田仲次郎 又野兵分：上田忠好 勘定方：山口幸生 棟梁：飯田覚三 大工常吉：野口貴史 大工：由井恵三 子どもたち：劇団アカデミー お梶：亀井光代                                                                                             |
| 10     | 12月06日       | 居候が恋をした       | 飛鳥ひろし | 斎藤武市 | 石川孝之介：中村孝雄 樋口十左ヱ門：楠本健二 おふみ：中村英子 角屋金右衛門：原聖四郎 侍：山本弘 侍：大木晤郎 ：志賀勝 女中：飯塚明美 侍：志茂山高也（ノンクレジット） 三宅栄三郎：山本学                                                         |
| 11     | 12月13日       | 立ち退き大作戦       | 野波静雄   | 松尾正武 | 般若の勝五郎：人見明 坂巻主膳：高木均 宍戸大全 松田利夫 千代田進一 智村清 藤山良 宮崎博 鈴木洋 劇団アカデミー 伝兵ヱ：金子信雄 |
| 12     | 12月20日       | 金太の嫁さん         | 飛鳥ひろし | 松尾正武 | 高木大膳：神田隆 佐太郎：鮎川浩 石浜祐次郎 芦田鉄雄 おみち：村田知栄子 浜伸二 遠山金次郎 丸平峰子 野村鬼笑 藤川弘 土橋勇 おはん：真山知子 |
| 13     | 12月27日       | はきだめの鶴坊       | 土井行夫   | 斎藤武市 | 木内桜谷：高原駿雄 文華堂：嵯峨善兵 段平：土屋靖男 師範代：丘路千 彫り師：松田明 北原将光 五十嵐義弘 島田秀雄 東孝 伊玖野暎子 なかつかかずよ 室伏清十郎：小池朝雄                                                                               |
| 14     | 1974年01月03日 | 迷刀関の孫八         | 田上雄     | 松尾正武 | 熊谷：多々良純 千代田進一 那須伸太朗 下っ引：畑中伶一 劇団アカデミー 門弟：岩尾正隆（ノンクレジット） 奉行：有島一郎 |
| 15     | 01月10日       | 泣くな又平           | 飛鳥ひろし | 斎藤武市 | 友町熊太郎：今井健二 お松：新橋耐子 虎谷：上野山功一 鬼塚：阿波地大輔 相模屋親方：高田健二 猪之吉：鈴木康弘 又平：谷啓 |
| 16     | 01月17日       | 大騒ぎ芝居見物       | 土井行夫   | 斎藤武市 | 亀蔵：砂塚秀夫 雲中師範：安部徹 幸助：近藤宏 おうめ：川島育恵 芳五郎：小野川公三郎 千太郎：須永克彦 おしの：高田敏江 |
| 17     | 01月24日       | やきいもや           | 野波静雄   | 斎藤武市 | 栄舜：山本麟一 おしず：梶三和子 清兵ヱ：美川陽一郎 番頭：西川敬三郎 松葉屋：永野達雄 女将：双葉弘子 高尾太夫：宇佐美千絵 岩尾正隆 蓑和田良太 遠山金次郎 大城泰 山下義明 長良俊一 清十郎：津川雅彦                                               |
| 18     | 01月31日       | おぶん可愛や孫娘     | 田上雄     | 松尾正武 | おかじ：幾野道子 重太郎：堺左千夫 吉右ヱ門：花上晃 道場主：国一太郎 道場主：有川正治 玉生司郎 広瀬義宣 大月正太郎 久保田又右ヱ門：桑山正一 |
| 19     | 02月07日       | 乞食はつらいよ       | 飛鳥ひろし | 松尾正武 | 岩太/長太夫：山田吾一 太田：宇南山宏 おきた：金井由美 木下：西山辰夫 鈴木数馬：武周暢 笹村：千代田進一 森章二 熊谷武 森源太郎 劇団アカデミー 桃井与晤郎：大友柳太郎                                                                             |
| 20     | 02月14日       | 石になった道場主     | 野波静雄   | 斎藤武市 | 弥一郎：石山律雄 おさわ：八木孝子 およう：町田博子 了庵：森秀人 前川良三 藤川弘 劇団アカデミー 飯能石斎：島田正吾 |
| 21     | 02月21日       | 追って沙汰する       | 土井行夫   | 斎藤武市 | 赤木：小松方正 佐助：大凡二郎 松島左内：太宰久雄 北野拓也 古閑達則 木谷邦臣 丸井丹波守：ハナ肇 |
| 22     | 02月28日       | ちちんぷいぷい       | 土橋成男   | 松尾正武 | 三吉：畑中伶一 江口房之助：長谷川明男 弥生：伊藤るり子 菅原：原口剛 近江輝子 寺内文夫 志茂山高也 鳥巣哲也 劇団アカデミー おしん：浜美枝 |
| 23     | 03月07日       | 意地豆腐             | 飛鳥ひろし | 松尾正武 | おすぎ：緑魔子 長二郎：中田博久 中村喜久寿：清川新吾 寅松：西田良 捨八：大木晤郎 飯田覚三 阿木五郎 新海なつ 山口朱実 劇団アカデミー 塚次：松山省二                                                                                              |
| 24     | 03月14日       | 片想い未練橋         | 田上雄     | 斎藤武市 | 沢井精一郎：御木本伸介 千代田進一 畑中伶一 松田利夫 小峰一男 おはる：稲垣光穂子 |
| 25     | 03月21日       | 妻と呼びたい         | 飛鳥ひろし | 斎藤武市 | 栗原大学：藤岡重慶 脇屋五郎兵ヱ：永井秀明 小林新吾：和田一壮 戸沢能登守：明石潮 岡部：五味竜太郎 浜伸二 須永克彦 鮎川十糸子 内藤康夫 岩尾正隆 楢岡又三郎：栗塚旭                                                                                |
| 26     | 03月28日       | 悪い道場 良い道場    | 土井行夫   | 井沢雅彦 | 海原：南原宏治 千草：鳥居恵子 鬼頭权十郎：山岡徹也 おすみ：森秋子 青山：斎隠寺忠雄 番頭：松田明 門弟：山本弘 手代：石沢健 門弟：三島猛 女中：富永佳代子 坂東京三郎 榊一念：加藤嘉                                                               |
| 27     | 04月11日       | まごころ             | 飛鳥ひろし | 松尾正武 | 忠吉：谷村昌彦 お蝶：長谷川待子 小笠原：北原義郎 良吉：小林芳宏 おつぎ：酒井靖乃 新助：石浜祐次郎 原聖四郎 簑和田良太 多田理江 滝譲二 お直：京塚昌子                                                                                            |
| 28     | 04月18日       | 鶴が泣くとき酒が降る | 野波静雄   | 松尾正武 | 内藤康夫 東孝 春藤真澄 劇団アカデミー 本間仙三郎：芦屋雁之助 |
| 29     | 04月25日       | ともしび             | 土橋成男   | 斎藤武市 | おちか：大川栄子 酒田喜太郎：遠藤太津朗 おろく：吉川雅恵 番頭：中村錦司 政：平沢彰 甚太：井上茂 屋台の親父：野村鬼笑 古賀：土橋勇 栄次：森次晃嗣                                                                                                |
| 30     | 05月02日       | あるとき払い         | 飛鳥ひろし | 松尾正武 | 藤井十四郎：石橋蓮司 お松：小野恵子 藤井三郎兵ヱ：柳瀬志郎 細島左門：西山嘉孝 杉太：杉山光宏 有川正治 松岡与志雄 森章二 八代郷子 重久剛 村居京之輔 源八郎 高林喜兵ヱ：鈴木瑞穂                                                                  |
| 31     | 05月09日       | もらい水             | 土井行夫   | 斎藤武市 | 陣場権内：井上昭文 六助：土屋靖雄 阿波地大輔 福本清三 篠原一郎 玉山由利子 森源太郎 お春：横山道代 |
| 32     | 05月16日       | おりんと村次         | 土橋成男   | 松尾正武 | 村次：入川保則 三浦源斎：汐路章 鉄造：国一太郎 大城泰 鈴木洋 松本智子 おりん：吉行和子 |
| 33     | 05月23日       | ころび茶碗           | 野波静雄   | 斎藤武市 | 佐野治右ヱ門：稲葉義男 佐和：松木聖 美濃屋喜三郎：寺田誠 野崎善彦 山田良樹 笹木俊志 藤原勝 疋田泰盛 志村敬三郎：酒井修 |
| 34     | 05月30日       | むかしも今も         | 飛鳥ひろし | 斎藤武市 | 間部玄斎：永井智雄 直吉：高津住男 清次：小林勝彦 金次：神戸瓢介 玉生司朗 小柳圭子 三木豊 古閑達則 佐々木松之丞 成瀬正孝 桑垣浩子 池田俊明 劇団アカデミー おまき：赤座美代子                                                                     |
| 35     | 06月06日       | 平七おあきに首ったけ | 土井行夫   | 松尾正武 | 木蔵院玄海：団巌 劇団アカデミー 道安：佐藤蛾次郎 |
| 36     | 06月13日       | ふり袖娘剣法         | 土橋成男   | 松尾正武 | 佐伯源之進：青山良彦 笹島鉄斎：原健策 織田：立川雄三 西国屋：岩田直二 辰五郎：永野達雄 浪人：秋山勝俊 門弟：大月正太郎 劇団アカデミー 雪江：宮園純子                                                                                            |
| 37     | 06月20日       | 通しゃんせ           | 土橋成男   | 松尾正武 | 利助：梅野泰靖 滝川夢之助：大泉滉 伝作：大橋壮多 出水憲司 内藤康夫 おひろ：中村玉緒 |
| 38     | 06月27日       | ガマの油             | 野波静雄   | 斎藤武市 | 静水：松木路子 長兵ヱ：江幡高志 有島淳平 大矢敬典 樋口史和 松本智子 吉本真由美 多川美智子 南方志満子 劇団アカデミー 疋田善次郎：大山克巳 |
| 39     | 07月04日       | かんにん袋           | 飛鳥ひろし | 斎藤武市 | 多羅尾源太夫：穂積隆信 駒場紋太夫：谷口完 かな：河村祐三子 有賀：古川ロック 須井：山本一郎 庵美良平 新城邦輔 矢部義章 池田謙治 庄司千蔵：工藤堅太郎                                                                                             |
| 40     | 07月11日       | めぐりあい           | 土橋成男   | 松尾正武 | おさわ：津島恵子 潮田：植田峻 蜂屋：浜伸二 おたま：和泉雅子 |
| 41     | 07月25日       | とまれ銀太           | 野波静雄   | 斎藤武市 | 同心笹村：千代田進一 稲妻小僧：今井健二 辰造：笹五朗 飲み屋の親爺：北原将光 石沢健 波多野博 智村清 由井恵之 鳥巣哲生 川村彦斎：田崎潤 |
| 42     | 08月01日       | わらじ               | 飛鳥ひろし | 斎藤武市 | お稲：川島育恵 石川玄信斎：高桐真 杉田五郎兵ヱ：唐沢民賢 人足：伝法三千雄 番頭：日高久 疋田泰盛 小峰一男 森源太郎 藤山良 宗方伝三郎：津川雅彦                                                                                                   |
| 43     | 08月08日       | 侍だましい           | 飛鳥ひろし | 松尾正武 | 新庄主殿：小鹿番 小出玄蕃：佐々木孝丸 清兵ヱ：伊達三郎 片桐蔵人：森内一夫 しのぶ：東竜子 商人：簑和田良太 いつ：岡嶋艶子 多賀勘右ヱ門：島田秀雄 小出平五郎：中田博久 みの：市毛良枝                                                             |
| 44     | 08月15日       | うちへおいで         | 土井行夫   | 斎藤武市 | 角兵ヱ獅子の親方：富田仲次郎 青山：牧冬吉 山田权兵ヱ：小田部通麿 松田仁見 劇団アカデミー おとよ：草笛光子 |
| 45     | 08月22日       | 植木屋辰造           | 土橋成男   | 斎藤武市 | 内川：藤岡重慶 多平：坂口徹 吉野屋：天王寺虎之助 おとく：小柳圭子 沢美鶴 野口貴史 和田昌也 劇団アカデミー 辰造：桂小金治 |
| 46     | 08月29日       | 鍔鳴り浪人           | 田上雄     | 松尾正武 | 千代：光川環世 一郎太：沼田曜一 二郎太：三上左京 三郎太：潮健児 池田謙治 内藤康夫 宮崎博 安田平四郎：岡崎二朗 |
| 47     | 09月05日       | 当らぬも八卦         | 土井行夫   | 松尾正武 | 大口屋：見明凡太朗 大東玄之助：丘路千 白石：浜田雄史 宮城幸生 劇団アカデミー 彦斎：花沢徳衛 |
| 48     | 09月12日       | 五分の虫             | 野波静雄   | 松尾正武 | 横山鉄之助：黒部進 汀：服部妙子 槙田：永井秀明 道場主：秋山勝俊 那須伸太朗 遠山金次郎 小田真士 大矢正利 川辺俊行 右田藤九郎：三上真一郎 |
| 49     | 09月19日       | いもうと             | 土橋成男   | 斎藤武市 | 竹二郎：富川澈夫 熊沢泰軒：曽根晴美 鉄之助：波多野博 彦松：川谷拓三 志賀勝 藤本秀雄 劇団アカデミー おさよ：竹下景子 |
| 50     | 09月26日       | 十六店は異状なし     | 飛鳥ひろし | 斎藤武市 | 関口：国一太郎 師範代：岩尾正隆 同心：神戸瓢介 有島淳平 前川良三 畑中伶一 劇団アカデミー 沖石主殿：村井国夫 堀部安兵衛：高橋英樹 |

- 1974年4月4日は『第10回オールスター春の紅白大運動会』（20:00 - 21:55）のため休止[注 2]。
- 1974年7月18日は『FNS歌謡祭 決定! '74音楽大賞 上期賞』（20:00 - 21:55）のため休止。

## ネット配信
2022年11月2日から、YouTube「東映時代劇YouTube」の「据置枠」で第1・2話が常時無料配信されている。

## お助け信兵衛 人情子守唄
「ぶらり信兵衛 道場破り」の22年後に同じ高橋英樹の主演で制作された単発時代劇。放送局も制作会社も異なるが、原作や主人公・松村信兵衛のキャラクターなどを引き継いでいる。「高橋英樹特選時代劇」第２話として放映された。
- キャスト：松村信兵衛/高橋英樹　おぶん/畠田理恵　重助/織本順吉　仁平/岡本信人　おしげ/前沢保美　末吉/西山浩司　長屋差配/出光元　およし/田中好子　丸源常連/ダチョウ倶楽部　香代/藤吉久美子　沖石主殿/松村雄基　折笠五郎左衛門/谷啓　折笠道場師範代/有川正治

- 放送日：1995年7月25日
- 原作：山本周五郎「人情裏長屋」
- 脚本：岡本克己
- 監督：吉川一義
- 放送局：日本テレビ
- 制作会社：ユニオン映画、日本テレビ
- 制作協力：東映太秦映像